# 特雷弗·麦克唐纳
特雷弗·麥克唐納爵士，OBE（英語：Sir Trevor McDonald，1939年8月16日—），出生名乔治·麦克唐纳（英語：George McDonald），千里達裔英国新闻主播、记者，曾长期担任英国独立电视新闻（ITN）主播 。1999年获得大英帝国官佐勋章。

## 職業生涯
麥克唐納早年在特立尼達擔任記者，1969年他來到英國倫敦，擔任BBC對加勒比地區英語廣播的製作人。1973年，麦克唐纳加入独立电视新闻，起初作为普通记者，之后又担任了体育记者。麦克唐纳曾于20世纪80年代在英国第四台工作过一段时间，但在1989年又回到了ITN。
1991年，長期擔任《ITN十點新聞》（ITN News at Ten，後更名為「ITV十點新聞」）主播的阿里斯戴爾·伯奈特退休。在這之後，節目進行了改版，由麥克唐納擔任主播，之後他成為英國最受歡迎和最知名的新聞主播之一。1999年3月，《ITV十点新闻》停播，麦克唐纳转而主持独立电视台（ITV）新的旗舰新闻节目《ITV晚间新闻》（ITV Evening News），2001年《ITV十點新聞》復播後又繼續擔任十點新聞的主播，直到2004年1月30日再次停播。此後麥克唐納繼續擔任ITV新的旗艦新聞節目《ITV十點半新聞》（ITV News at 10.30）的主播。2005年12月15日，麥克唐納在當天《ITV十點半新聞》的最後，宣佈退休，為此節目特地以1992年至1999年《ITN十點新聞》的主題音樂作為曲向他致敬。
2007年10月30日，獨立電視公司主席邁克爾·格雷德在2007年10月31日證實ITV計劃恢復播出十點新聞，並宣布將在2008年初重新播出這一節目。在2008年1月14日，《ITV十點新聞》恢復播出，麥克唐納复出，重回主播台，和前天空新聞台主播朱莉·艾特奇厄姆共同主持新的十點新聞。2008年10月30日，麥克唐納被證實將在華盛頓主持美國總統大選特別節目之後，在11月離開十點新聞主播台，但麥克唐納仍會繼續留在ITV，在ITV新聞節目《今夜》播出特別版時仍會擔當主持任務。
離開主播台後，麥克唐納還主持了一系列ITV旅行紀錄片。他也曾在1999年至2012年擔任倫敦南岸大學的名譽校長。